# 东南大学信息科学与工程学院
东南大学信息科学与工程学院原为南京工学院无线电工程系，历史可追溯到1923年建立的国立东南大学（后为国立中央大学）电机工程系，1952年电机工程系电信组成立为电信工程系，1953年更名无线电工程系，2006年改为学院。学院开设专业分属于信息与通信工程、电子科学与技术一级学科，均为一级学科国家重点学科，在中华人民共和国教育部主持的第二轮学科评估中分别排名第4名与第2名。学院全职教师中包括中国工程院院士1人、国际电气电子工程师学会会士（IEEE Fellow）2人。

## 学科设置
- 信息与通信工程（国家重点学科）
  - 通信与信息系统
  - 信号与信息处理
  - 信息安全（自设）
- 电子科学与技术（国家重点学科）
  - 电磁场与微波技术
  - 电路与系统

## 研究机构
- 移动通信国家重点实验室
- 毫米波国家重点实验室
- 射频与光电集成电路研究所
- 信号与信息处理实验室
- 信息安全研究中心
- 信息通信实践教育中心

## 知名校友
- 陈章，国立中央大学至东南大学教授。曾任中央大学电机系教授、系主任，中央大学工学院院长，南京工学院电信系主任、无线电系主任、无线电系名誉系主任。
- 何振亚，历任国立南京大学电机系助教、南京工学院无线电系讲师兼教研室主任、教授，东南大学教授。IEEE Life Fellow。
- 刘盛纲（1955年本科毕业），中国科学院院士，IEEE Fellow
- 张乃通（1956年本科毕业），中国工程院院士
- 黄培康（1956年本科毕业），中国工程院院士
- 李幼平（1957年本科毕业），中国工程院院士
- 章文勋（1958年本科毕业），南京工学院、东南大学教授，IEEE Fellow
- 孙忠良（1960年本科毕业），中国工程院院士，东南大学信息科学与工程学院教授
- 倪光南（1961年本科毕业），中国工程院院士
- 韦钰（1961年本科毕业），中国工程院院士，曾任东南大学校长
- 李德毅（1967年本科毕业），中国工程院院士
- 吴柯（1982年本科毕业），加拿大科学院院士，加拿大工程院院士，IEEE Fellow，东南大学信息科学与工程学院教授（长江学者讲座教授）
- 尤肖虎，IEEE Fellow，东南大学移动通信国家重点实验室主任，曾任东南大学信息科学与工程学院院长
- 洪伟，IEEE Fellow，东南大学信息科学与工程学院教授（长江学者特聘教授）
- 丁峙，IEEE Fellow，东南大学教授（长江学者讲座教授）
- 李烨，IEEE Fellow